# Anisentomon quadrisetum
Anisentomon quadrisetum är en urinsektsart som beskrevs av Zhang och Yin 1981. Anisentomon quadrisetum ingår i släktet Anisentomon och familjen trakétrevfotingar. Inga underarter finns listade i Catalogue of Life.